# 4158 Сантини
4158 Сантини је астероид са средњом удаљеношћу од Сунца која износи 3,395 астрономских јединица (АЈ).
Апсолутна магнитуда астероида је 11,4.